# Bonefro

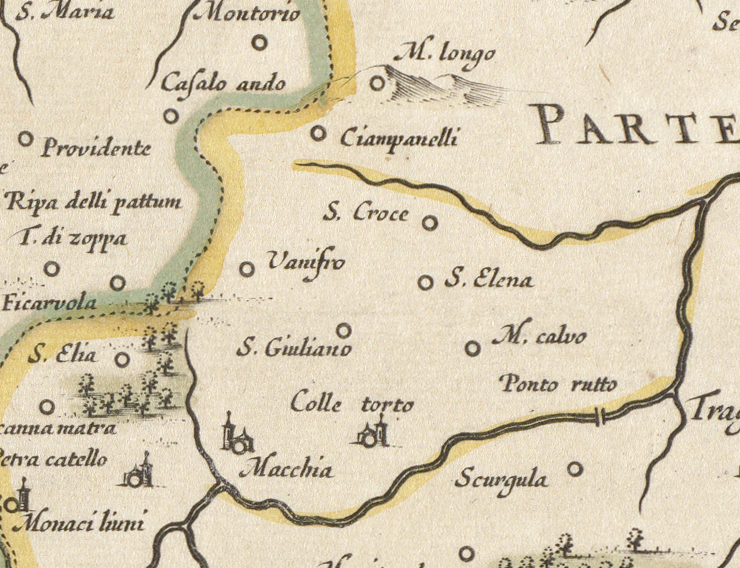
Mappa del 1640 (particolare) in cui Bonefro è denominato come Vanifro

Bonefro è un comune italiano di 1 178 abitanti della provincia di Campobasso in Molise. Situato ad un'altezza di 640 m s.l.m. il suo territorio spazia dai 383 m del torrente Tona agli 889 m del Cerro del Ruccolo.

## Storia
I primi abitanti risalgono al periodo longobardo (fine IX - inizio X secolo) anche se sono stati trovati resti appartenenti ad epoche precedenti. Tuttavia la prima base certa della sua esistenza si trova in un documento scritto nel 1049, con la denominazione di Binifri (dal latino Vinifer) ovvero terra dove si produce vino.
La tradizione associa la nascita del borgo a dei pellegrini diretti nelle Puglie e partiti da Venafro, i quali, arrivati in questa terra, vennero assaliti dai briganti e gli uomini divennero pietre e le donne colombe. Vennero assaliti nei pressi della "chajedonne", "il pianto delle donne".
Nel 2002, il comune fu l'epicentro di alcune delle scosse del terremoto del Molise, che causò decine di vittime e feriti nel centro e nelle località limitrofe.

### Simboli
Lo stemma raffigura san Nicola vescovo, patrono del comune. Il gonfalone è un drappo di azzurro.

## Monumenti e luoghi d'interesse
Nel contesto urbanistico ed artistico dell'abitato assumono rilevante importanza il Castello longobardo costruito intorno alla metà del X secolo e la chiesa di Santa Maria delle Rose edificata nel periodo romanico (secoli XII-XIII) e ristrutturata da mons. Tria nel 1731. Entrambi gli edifici sorgono sulla parte alta di uno sperone roccioso all'entrata del borgo antico, comunemente detto "Terra Vecchia". Qui sono conservate quattro porte, vestigia del periodo feudale: Porta Molino, Porta Piè la Terra, Porta Fontana e Porta Nuova e tre vico Gaifo risalente al periodo longobardo. Grande importanza assumono il convento di Santa Maria delle Grazie (1716), e la cappella di San Nicola insieme alle due fontane principali del paese che prendono il nome rispettivamente di Fontana dei Ciechi, costruita in stile settecentesco nel 1816, e la Fontana della Terra nel 1771.

## Società

### Evoluzione demografica
Abitanti censiti

## Geografia antropica

### Frazioni
San Vito è l'unica frazione di Bonefro. Si trova a 600 m s.l.m. a circa 5.5 km dal comune con una popolazione di 65 abitanti. La frazione è raggiungibile facilmente dalla strada statale 87. La prima documentazione scritta che parla di San Vito risale al 1175.

## Economia
L'economia è prettamente agricola ma tuttavia va menzionata la piccola e sviluppata zona artigianale/commerciale (zona industriale di Bonefro così chiamata dalla popolazione locale) situata al bivio per Colletorto - Campobasso - Casacalenda.

## Infrastrutture e trasporti
Il servizio di trasporto locale extraurbano tramite il capoluogo e altri centri del basso Molise è effettuato tramite autobus di linea. La Stazione di Bonefro-Santa Croce, che è situata nella frazione di S. Vito, al momento, a causa di una frana, non ha traffico ferroviario, così come tutta la Linea Termoli-Campobasso.

## Amministrazione
Di seguito è presentata una tabella relativa alle amministrazioni che si sono succedute in questo comune.
| Periodo           | Periodo           | Primo cittadino           | Partito                            | Carica      | Note  |
| ----------------- | ----------------- | ------------------------- | ---------------------------------- | ----------- | ----- |
| 25 giugno 1985    | 24 maggio 1990    | Michelangelo Cicoria      | Democrazia Cristiana               | Sindaco     | [ 6 ] |
| 24 maggio 1990    | 24 aprile 1995    | Luigi Santoianni          | Partito Comunista Italiano         | Sindaco     | [ 6 ] |
| 24 aprile 1995    | 14 giugno 1999    | Luigi Pece                | Partito Democratico della Sinistra | Sindaco     | [ 6 ] |
| 14 giugno 1999    | 14 giugno 2004    | Luigi Santoianni          | lista civica                       | Sindaco     | [ 6 ] |
| 14 giugno 2004    | 8 giugno 2009     | Tullio Perrotta           | lista civica                       | Sindaco     | [ 6 ] |
| 8 giugno 2009     | 30 marzo 2010     | Francesca D'Alessandro    |                                    | Comm. pref. | [ 6 ] |
| 30 marzo 2010     | 31 maggio 2015    | Giuseppe Montagano        | lista civica                       | Sindaco     | [ 6 ] |
| 31 maggio 2015    | 21 settembre 2020 | Nicola Giovanni Montagano | lista civica Uniti per Bonefro     | Sindaco     | [ 6 ] |
| 21 settembre 2020 | in carica         | Nicola Giovanni Montagano | lista civica Uniti per Bonefro     | Sindaco     | [ 6 ] |

## Galleria d'immagini

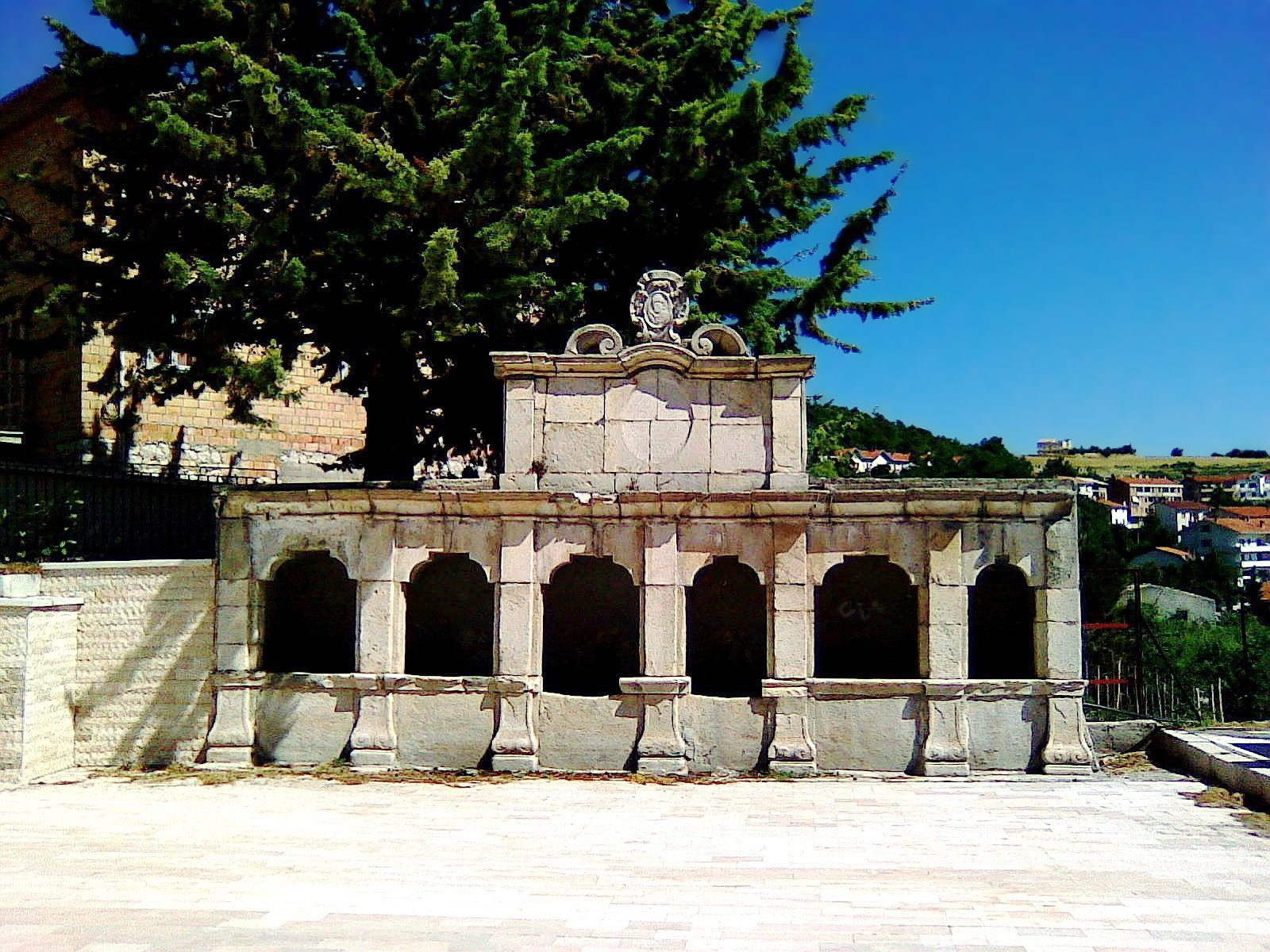
Fontana della Terra
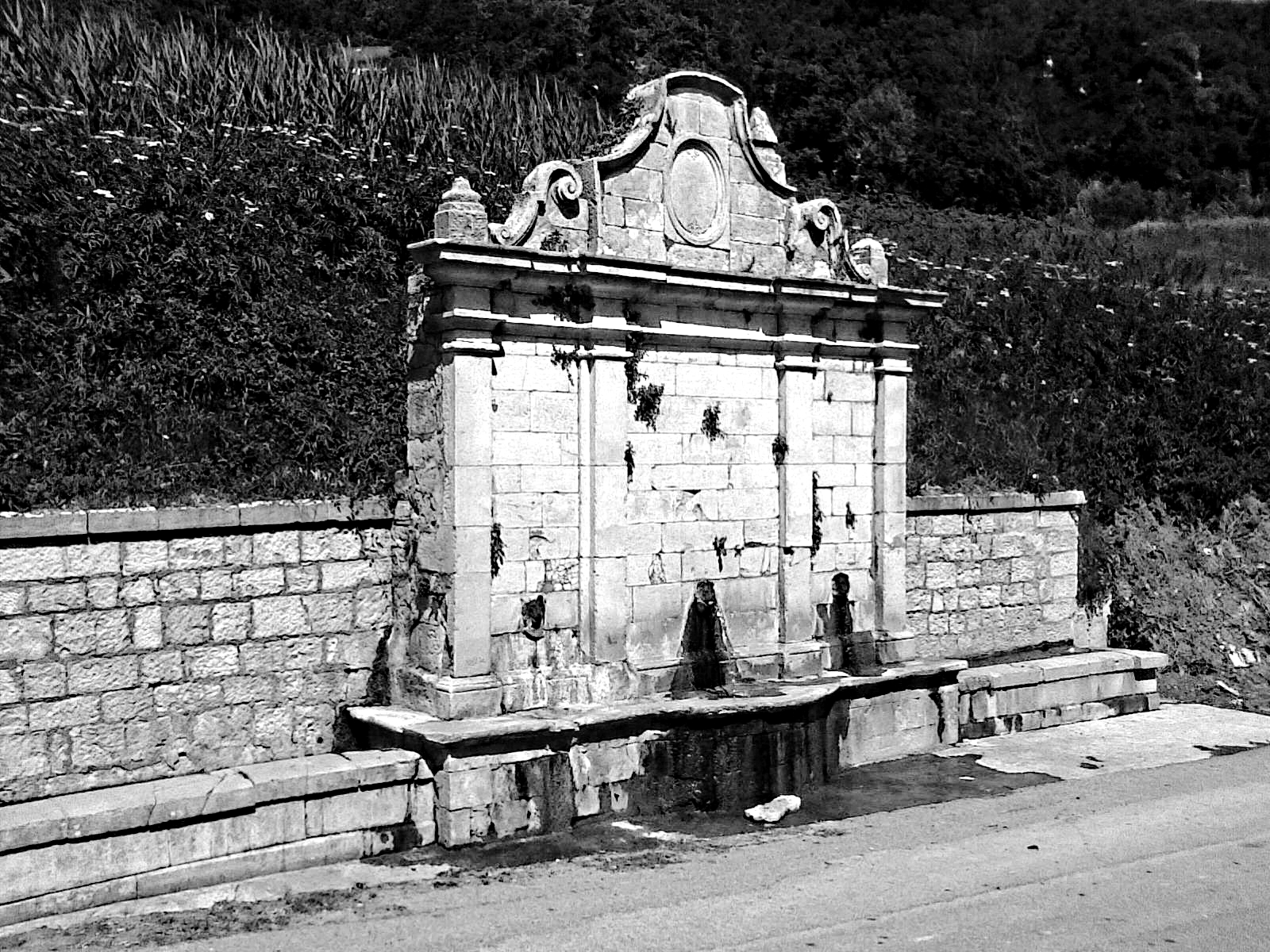
Fontana dei Ciechi
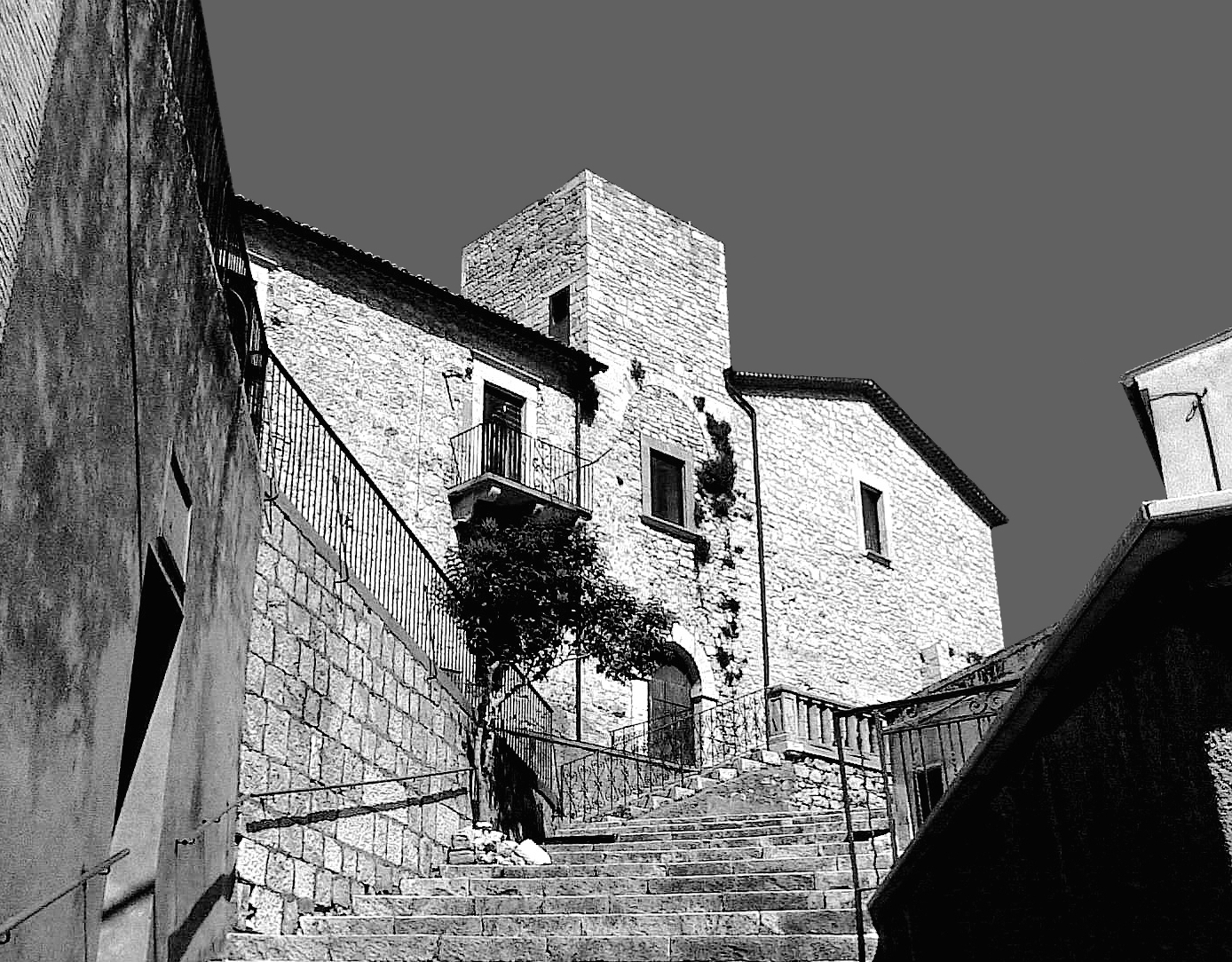
Convento di Santa Maria delle Grazie